# 新拉本
50°0′46″N 27°20′48″E / 50.01278°N 27.34667°E
新拉本（烏克蘭語：Новолабунь），是烏克蘭西部的村莊，隸屬赫梅利尼茨基州的舍佩蒂夫卡區。該村處於霍莫拉河畔，始建於1505年，面積1.38平方公里，海拔高度260米，2001年人口589。